# Frederik Frans 2. af Mecklenburg-Schwerin
Frederik Frans 2. (tysk: Friedrich Franz II.) (28. februar 1823 – 15. april 1883) var storhertug af Mecklenburg-Schwerin fra 1842 til 1883.

## Biografi
Frederik Frans blev født den 28. februar 1823 i Ludwigslust som ældste barn af den senere storhertug Paul Frederik af Mecklenburg-Schwerin og Alexandrine af Preussen, datter af Kong Frederik Vilhelm 3. af Preussen.
Han gik vel 1849 ind på en nymodens fri forfatning, men da adelen rejste modstand derimod og fik medhold andensteds, lod han den igen falde og gav reaktionen frit spil såvel på verdsligt som på kirkeligt område. På fyrstemødet i Frankfurt 1863 udtalte han sig bestemt imod parlamentariske former for Tysklands styrelse. Derimod sluttede han sig 1866 til Preussen, tiltrådte det Nordtyske Forbund og 1868 tillige Toldforeningen, men ville ikke indrømme nogen ændring i Mecklenburgs middelalderlige forfatning. Som preussisk general førte han 1866 et korps imod Bayern og 1870 imod Frankrig, hvor han indtog Toul og Soissons, kæmpede ved Orléans og Le Mans og til sidst besatte Rouen.
Storhertug Frederik Frans døde den 15. april 1883 i Schwerin. Han blev efterfulgt som storhertug af sin ældste søn Frederik Frans.

## Familie
Frederik Franz var gift hele tre gange. Han blev gift første gang 3. november 1849 i Ludwigslust med Prinsesse Augusta Reuss af Köstritz (1822-1862). De fik seks børn:
- Frederik Frans (1851-1897), storhertug af Mecklenburg-Schwerin 1883-1897, far til Dronning Alexandrine af Danmark

∞ 1879 Storfyrstinde Anastasia af Rusland (1860-1922)
- Paul Frederik (1852-1923)

∞ 1881 Prinsesse Marie af Windisch-Grätz (1856-1929)
- Marie (1854-1920)

∞ 1874 Storfyrst Vladimir af Rusland (1847-1909)
- Nikolaus (1855-1856)
- Johan Albrecht (1857-1920)

∞ 1886 Prinsesse Elisabeth af Sachsen-Weimar-Eisenach (1854-1908)
∞ 1909 Prinsesse Elisabeth af Stolberg-Rossla (1885-1969)
- Alexander (1859-1859)

Han blev gift anden gang den 4. juli 1864 i Darmstadt med Prinsesse Anna af Hessen og ved Rhinen (1843-1865). De fik ét barn:
- Anne (1865-1882)

Han blev gift tredje gang den 4. juli 1868 i Rudolstadt med Prinsesse Marie af Schwarzburg-Rudolstadt (1850-1922). De fik fire børn:
- Elisabeth (1869-1955)

∞ 1896 Frederik August, Storhertug af Oldenburg (1852-1931)
- Frederik Vilhelm (1871-1897)
- Adolf Frederik (1873-1969)

∞ 1917 Prinsesse Viktoria Reuss af Schleiz (1889-1918)
∞ 1924 Prinsesse Elisabeth af Stolberg-Rossla (1885-1969)
- Henrik (1876-1934)

∞ 1901 Vilhelmine, Dronning af Nederlandene (1880-1962)